# Am Arndtplatz 8

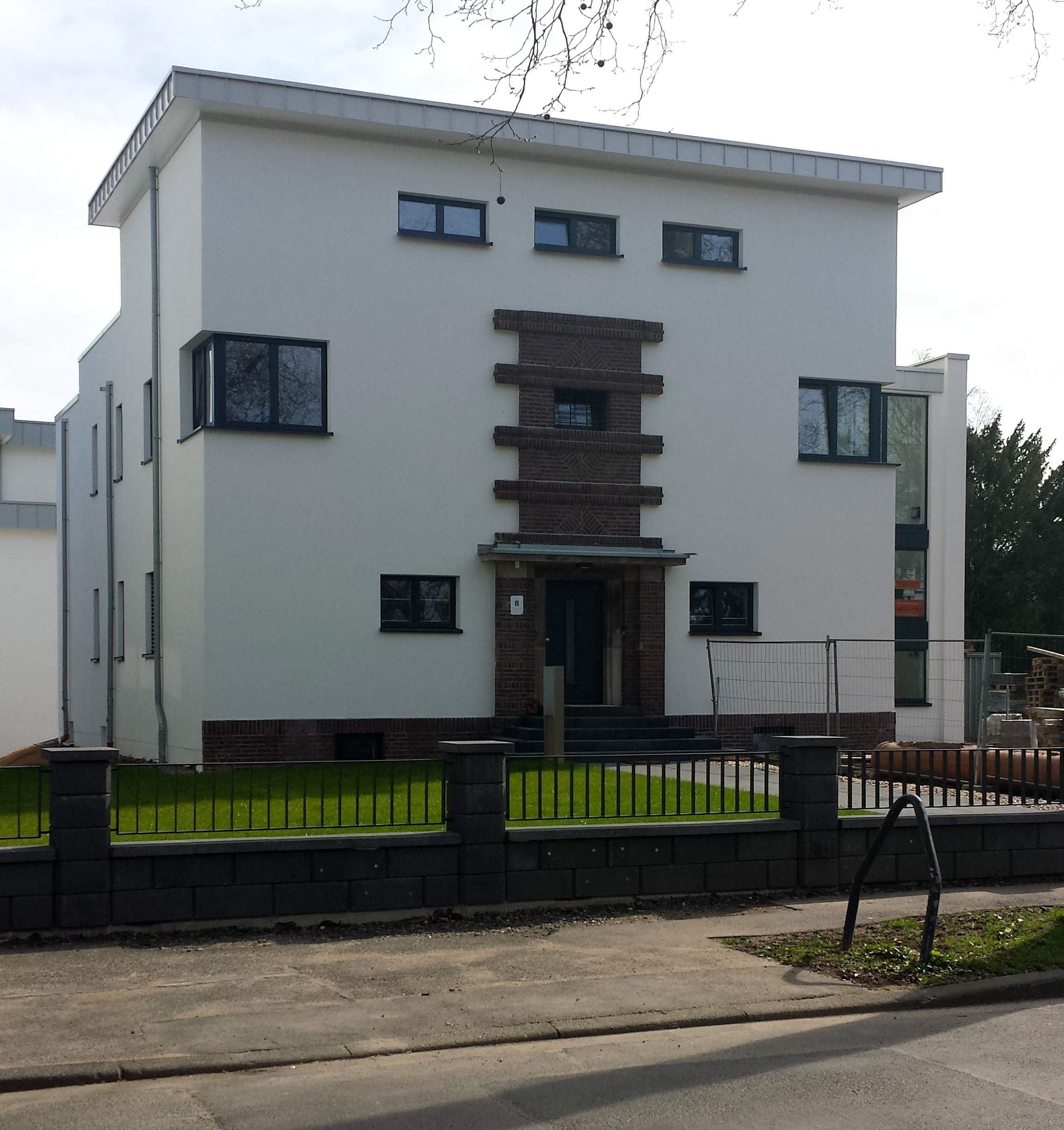
Villa Am Arndtplatz 8 (2017)

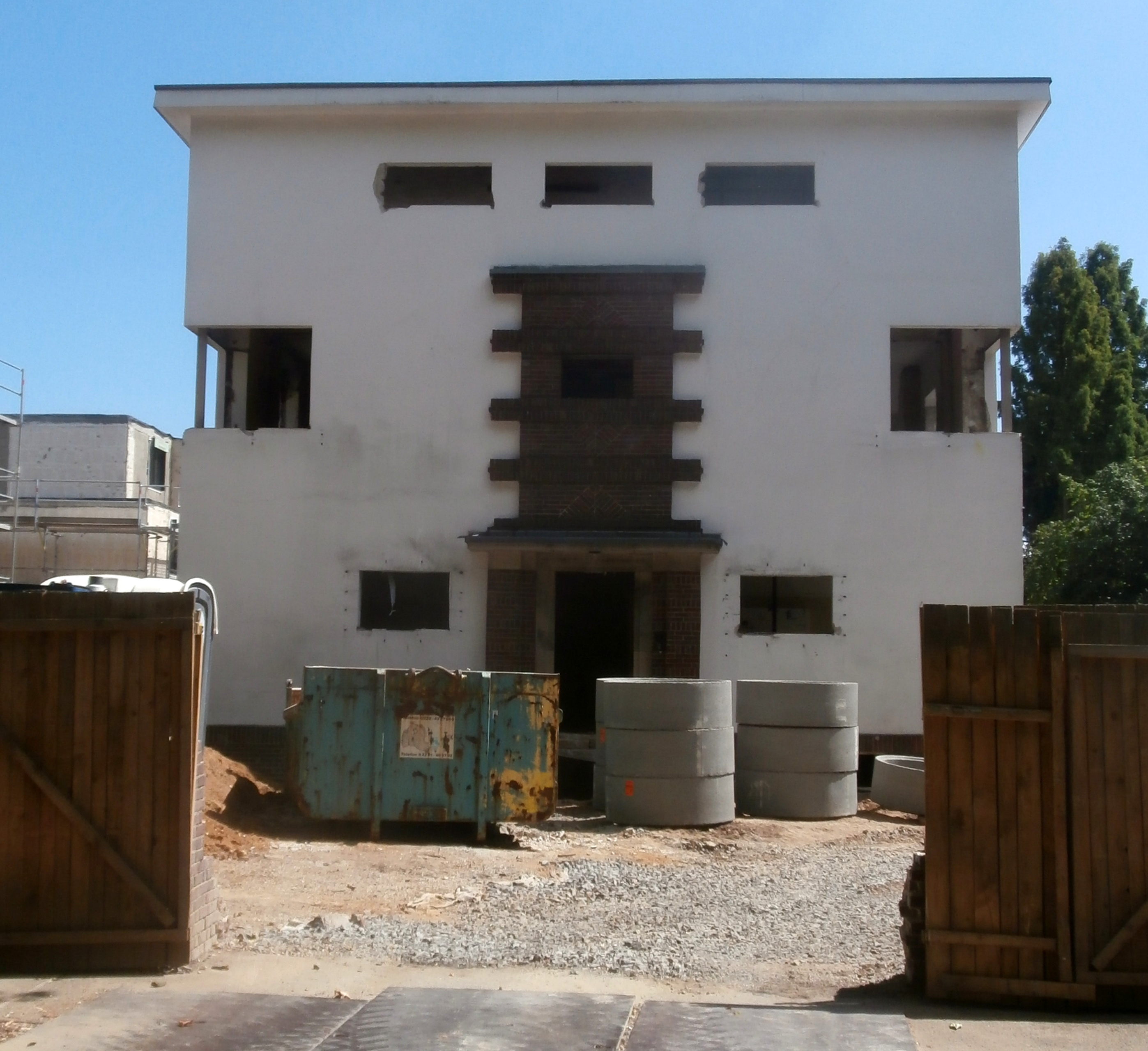
Villa Am Arndtplatz 8 (2013)

Das Gebäude Am Arndtplatz 8 ist eine Villa in Bad Godesberg, einem Stadtbezirk von Bonn, die 1927/28 errichtet wurde. Sie liegt im Ortsteil Godesberg-Villenviertel.

## Geschichte
Die Villa entstand gemeinsam mit dem damaligen Nachbarhaus Arndtstraße 10 für die Bauherrin Hilde Seulen nach Plänen des Architekturbüros Walter Mainer in Barmen in Zusammenarbeit mit dem Atelier für Architektur und Kunstgewerbe Dipl-Ing. Ullmann & Eisenhauer in Köln. Es ist eines und das ältere von zwei Häusern – neben dem Haus Plittersdorfer Straße 116 – im Bad Godesberger Villenviertel, die dem Typ des erstmals von Adolf Loos mit dem Haus Scheu (1912) in Wien realisierten Terrassenhauses entsprechen.
In den 1970er-Jahren ließ sich in Bad Godesberg die Botschaft der Volksrepublik Bulgarien in der Bundesrepublik Deutschland am Regierungssitz Bonn nieder. Unmittelbar nördlich und östlich des Hauses Am Arndtplatz 8 an der Ecke Herderstraße entstand 1978/79 ein Wohnblock („Bulgarenblock“) für die Mitarbeiter der Botschaft. In dem Haus selber wurde 1980 die Residenz des bulgarischen Botschafters eingerichtet. Im Zuge der Verlegung des Regierungssitzes nach Berlin (1999) zog die bulgarische Botschaft Mitte August 1999 dorthin um. In Bonn wurde eine Außenstelle der Botschaft belassen, deren als Botschaftsrat firmierender Leiter in der vormaligen Residenz des Botschafters wohnhaft war. Im Sommer 2012 wurde auch die Außenstelle geschlossen und die Villa daher zum Verkauf ausgeschrieben. Nachdem dieser im Juli 2012 erfolgt war, wurde das Anwesen noch bis Ende des Monats von der bulgarischen Botschaft genutzt.
Neuer Besitzer des Anwesens war eine Bonner Immobiliengesellschaft, die eine Kernsanierung des Gebäudes für eine gehobene Wohnnutzung und eine anschließende Weitervermarktung als Eigentumswohnungen beabsichtigte. Der Umbau begann nach einer Überarbeitung der Pläne in Abstimmung mit der Unteren Denkmalbehörde im Sommer 2013. Während der Bauarbeiten wurde die mangelnde Tragfähigkeit der vorhandenen Wände des Hauses festgestellt und diese daher abgebrochen, sodass Anfang 2014 von dem früheren Gebäude nur noch der Eingang erhalten war. Nachdem die Denkmalbehörde im Februar 2014 den weitgehenden Abbruch des Hauses festgestellt hatte, verfügte sie einen Baustopp. Nach Erteilung der erforderlichen Abriss- und Neubaugenehmigung im Mai wurden die Bauarbeiten im Juli 2014 wieder aufgenommen, die Fertigstellung war mit Stand vom August 2014 für März 2015 vorgesehen, erfolgte schließlich aber erst im Frühjahr 2017. Die ursprüngliche Gliederung der Fassade wurde dabei wiederhergestellt.

## Architektur
Die Villa war in ihrem ursprünglichen Zustand (vor dem Umbau ab 2013) in expressionistischen Formen mit Ziegelornamentik gehalten. Als Terrassenhaus setzte sie sich aus flachgedeckten Baublöcken verschiedener Höhe mit Vor- und Rücksprüngen zusammen, deren Geschosse nach einer Seite stufenförmig abgetreppt sind und sich in Dachterrassen öffnen. Im Unterschied zu Haus Scheu verläuft die Abtreppung der Terrassen nicht gleichmäßig, sondern vom Erdgeschoss zum ersten Geschoss mit einem deutlich größeren Sprung als vom ersten zum zweiten Geschoss. Das Haus verfügte über eine Wohnfläche von 350 m², das Grundstück umfasst etwa 1.100 m².
Im Zuge des Umbaus der Villa ab 2013 erhielt diese ein neues gläsernes Treppenhaus an der Westseite.